# Discografia de Manowar
Este anexo lista a discografia da banda norte-americana de heavy metal Manowar, fundada em 1980 em Nova York por Joey DeMaio, Ross The Boss, Eric Adams e Carl Canedy, que consiste em doze álbuns de estúdio, três álbuns ao vivo e vários outros lançamentos.
Ao longo da carreira a banda já vendeu cerca de 9 milhões de cópias pelo mundo.

## Discografia

### Álbuns de estúdio
| 1982                                                                                | Battle Hymns Lançamento: Agosto Gravadora: Liberty Records                  | —  | —   | —  | —  | —   | —  | —  | —  | —  | —  | —   |        |
| 1983                                                                                | Into Glory Ride Lançamento: 1 de julho Gravadora: Megaforce Records         | —  | —   | —  | —  | —   | —  | —  | —  | —  | —  | —   |        |
| 1984                                                                                | Hail to England Lançamento: Julho Gravadora: Music For Nations              | —  | —   | —  | —  | —   | —  | —  | —  | —  | —  | 83  |        |
| 1984                                                                                | Sign of the Hammer Lançamento: 15 de outubro Gravadora: 10 Records          | —  | —   | —  | —  | —   | —  | —  | —  | —  | 34 | 73  |        |
| 1987                                                                                | Fighting the World Lançamento: 17 de fevereiro Gravadora: Atco Records      | —  | —   | —  | —  | —   | —  | —  | —  | —  | 27 | —   | : Ouro |
| 1988                                                                                | Kings of Metal Lançamento: 18 de novembro Gravadora: Atlantic Records       | —  | —   | —  | —  | —   | 37 | —  | —  | —  | 45 | —   | : Ouro |
| 1992                                                                                | The Triumph of Steel Lançamento: 29 de setembro Gravadora: Atlantic Records | —  | —   | 20 | —  | —   | 8  | —  | 68 | —  | —  | —   | : Ouro |
| 1996                                                                                | Louder Than Hell Lançamento: 29 de abril Gravadora: Geffen Records          | 16 | —   | 24 | 11 | —   | 7  | —  | 93 | —  | 22 | —   |        |
| 2002                                                                                | Warriors of the World Lançamento: 4 de junho Gravadora: Nuclear Blast       | 6  | —   | 35 | 17 | 40  | 2  | 32 | 55 | 14 | 13 | —   | : Ouro |
| 2007                                                                                | Gods of War Lançamento: 26 de fevereiro Gravadora: Magic Circle Music       | 9  | 62  | 21 | 12 | 109 | 2  | 3  | 54 | 36 | 17 | 163 |        |
| 2012                                                                                | The Lord of Steel Lançamento: 16 de junho Gravadora: Magic Circle Music     | 37 | 121 | —  | 20 | —   | 19 | —  | —  | 40 | 41 | —   |        |
| "—" denota que o álbum não chegou às paradas ou não foi lançado no país em questão. |                                                                             |    |     |    |    |     |    |    |    |    |    |     |        |

### Álbuns regravados
| 2010                                                                                | Battle Hymns MMXI Lançamento: 26 de novembro Gravadora: Magic Circle Music Formatos: CD, LP, DL    | —  |
| 2014                                                                                | Kings of Metal MMXIV Lançamento: 7 de fevereiro Gravadora: Magic Circle Music Formatos: CD, LP, DL | 55 |
| "—" denota que o álbum não chegou às paradas ou não foi lançado no país em questão. | |    |

## Álbuns ao vivo
| Ano  | Nome             | AUT | ALE |
| 1997 | Hell on Wheels   | -   | 37  |
| 1999 | Hell on Stage    | 50  | 18  |
| 2007 | Gods of War Live | 69  | -   |

## Compilações
| Ano  | Nome                               | AUT | ALE |
| 1992 | Manowar Kills                      | -   | -   |
| 1994 | The Hell of Steel: Best of Manowar | 33  | 29  |
| 1997 | Anthology                          | -   | -   |
| 1998 | The Kingdom of Steel               | -   | 100 |
| 1998 | Steel Warriors                     | -   | -   |

## EPs
| 2002                                                                   | Dawn of Battle Lançamento: 18 de novembro Gravadora: Nuclear Blast          | —  | —  |
| 2006                                                                   | The Sons of Odin Lançamento: 6 de outubro Gravadora: Magic Circle Music     | —  | 39 |
| 2009                                                                   | Thunder in the Sky Lançamento: 17 de julho Gravadora: Magic Circle Music    | 28 | —  |
| 2013                                                                   | The Lord of Steel Live Lançamento: 9 de julho Gravadora: Magic Circle Music | —  | —  |
| "—" denota que o EP não chegou às listas de vendas do país em questão. |                                                                             |    |    |

## Singles
- "All Men Play on 10" (1984)
- "Blow Your Speakers" (1987)
- "Defender" (1987)
- "Herz Aus Stahl" (1988)
- "Metal Warriors" (1992)
- "Return of the Warlord" (1996)
- "Courage" (1996)
- "Courage Live" (1996)
- "Number 1" (1996)
- "Live in Spain" (1998)
- "Live in Portugal" (1998)
- "Live in France" (1998)
- "Live in Germany" (1998)
- "Warriors of the World United" (2002)
- "An American Trilogy/The Fight for Freedom" (2002)
- "King of Kings" (2005)
- "Die with Honor" (2008)
- "El Gringo" (2012)

## Videografia
| Ano  | Nome                                         | ALE |
| 1997 | Secrets of Steel                             | -   |
| 2000 | Hell on Earth Part I                         | 40  |
| 2002 | Fire and Blood : Ouro                        | -   |
| 2002 | Warriors of the World united                 | -   |
| 2003 | Hell on Earth Part III                       | -   |
| 2005 | Hell on Earth Part IV                        | 40  |
| 2006 | The Day the Earth Shook - The Absolute Power | 86  |
| 2007 | Magic Circle Festival Volume 1               | -   |
| 2008 | Magic Circle Festival Volume 2               | -   |
| 2009 | Hell on Earth Part V                         | -   |